# IBM Personal Computer XT
IBM Personal Computer XT (též IBM XT, PC XT nebo IBM 5160) je v informatice označení osobního počítače uvedeného firmou IBM na trh v USA dne 8. března 1983. Zkratka XT v názvu počítače znamená eXtended Technology („rozšířená technologie“), čímž společnost IBM upozorňovala na nová rozšíření, která nebyla v původním IBM PC dostupná. Mezi nejvýznamnější novinky patřil standardně montovaný pevný disk s kapacitou 10 MiB. Další důležitá změna se týkala slotů rozšiřující sběrnice, jejichž počet vzrostl z 5 na (později) standardních 8. Základní architektura se však prakticky nezměnila – srdcem počítače zůstal procesor Intel 8088 s taktem 4,77 MHz propojený s periferiemi prostřednictvím 8bitových rozšiřujících slotů. Jako nástupce počítačů PC XT byl v srpnu 1984 představen model PC AT, který mimo jiné přinesl i nový procesor a širší (16bitovou) sběrnici.

## Vlastnosti PC XT
Standardní výbavou PC XT bylo 128 KiB RAM, 5,25″ mechanika pro diskety s kapacitou 360 KiB, 10 MB pevný disk Seagate ST–412 a 130 W napájecí zdroj. Pozdější modely nabízely 256 KiB operační paměti jako standard a možnost instalace pevného disku s kapacitou 20 MiB. Z osmi rozšiřujících slotů základní desky byly 3 obsazeny adaptérem disketové jednotky, řadičem pevného disku a asynchronním adaptérem (sériový port RS-232). Osmý slot byl zapojen mírně odlišně, než ostatní sloty, což mělo za důsledek nekompatibilitu s některými kartami. Tento slot byl využíván pro připojení grafického adaptéru MDA nebo CGA. Od roku 1984 byly k dispozici grafické karty typu EGA a PGC.
Jako operační systém byl použit PC DOS 2.0 a jeho vyšší verze. Mimo to byl k dispozici programovací jazyk BASIC, který bylo možné zavést přímo z paměti ROM na základní desce. BASIC byl automaticky vyvolán, pokud nebyl v počítači nalezen operační systém.

## Rozšíření
V průběhu života PC XT společnost IBM vyrobila a osazovala dva výrazně odlišné typy základních desek. Původně dodávané XT obsahovaly desku, která podporovala 256 KiB paměti RAM (čtyři banky pro 64 KiB čip). Maxima 640 KiB bylo možné v těchto systémech dosáhnout pouze použitím rozšiřujících karet. Novější revize z roku 1986 měla jiné rozložení obvodů (přibyl obvod na pozici U90) a podporovala 640 KiB paměti přímo na desce (dvě banky pro 256 KiB a dvě banky pro 64 KiB čip). Novější desky byly také přímo z výroby opatřeny novější verzí systému BIOS. Změny v BIOSu mimo jiné přinesly kompatibilitu s novými periferiemi, které byly představeny spolu s počítači PC/AT.
Začátkem roku 1985 byly PC XT nabízeny bez pevného disku (model 068 a 078). Pozdější modely s 256 KiB–640 KiB verzí základní desky bylo možné zakoupit s disketovými jednotkami poloviční výšky (místo původní jednotky s plnou výškou) a pevným diskem Seagate ST–225 poloviční výšky s kapacitou 20 MiB. K těmto modelům se dodávaly klávesnice s „vylepšeným“ rozložením kláves (např. Model M bez LED panelu, ale kompatibilní s XT i AT standardem).
Klávesnice IBM PC a PC XT nejsou kompatibilní s většinou moderních PC (tj. s PC AT a novějšími), a to ani pří použití (pasivní) redukce DIN konektoru na mini-DIN PS/2, protože PC XT klávesnice komunikuje prostřednictvím odlišného (jednosměrného) protokolu, než PC AT klávesnice, používá odlišné scankódy a nepodporuje LED indikátory stavu kláves. Některé klávesnice vyrobené v období, kdy byly současně populární systémy AT i XT, mají elektroniku kompatibilní s oběma standardy. Tyto klávesnice bylo typicky nutné ručně přepnout do režimu XT či AT pomocí speciálního přepínače na její spodní straně. Jelikož klávesnice v režimu XT neumožňuje obousměrnou komunikaci (díky omezením komunikačního protokolu) nebudou LED indikátory fungovat, nebo jejich stav nemusí odpovídat skutečnosti (běžící program může stav kláves změnit, ale klávesnice nemá možnost se o změně dozvědět).

## IBM PC XT 286
V roce 1986 byl představen model XT 286 (IBM 5162). Počítač byl namontován do skříně podobné jako u klasického XT, avšak uvnitř se nacházel prakticky plnohodnotný systém třídy AT. Základní deska XT 286 byla osazena 6 MHz procesorem Intel 80286. K dispozici byla kombinace 8 a 16bitových slotů sběrnice ISA. Ukázalo se, že tento systém byl v některých aplikacích ve skutečnosti rychlejší, než model AT s procesorem 286 taktovaným na 8 MHz. To bylo možné díky odlišně časované paměti RAM, která v XT 286 pracovala v režimu bez čekacích cyklů, což umožňovalo přenášet data rychleji ve srovnání s PC AT, kde byl zařazen jeden čekací stav.